# Pit Baccardi (album)
 (août 2012).
Si vous disposez d'ouvrages ou d'articles de référence ou si vous connaissez des sites web de qualité traitant du thème abordé ici, merci de compléter l'article en donnant les références utiles à sa vérifiabilité et en les liant à la section « Notes et références ».
Pit Baccardi est le premier album éponyme de Pit Baccardi, sorti le 22 juillet 1999. L'album est considéré comme un classique du rap français. 

## Chroniques
À la fin des années 1990, Pit Baccardi apparaissait comme l'un des espoirs futurs du rap français notamment grâce à sa filiation à la première génération Time Bomb aux côtés de grands artistes tels que Lunatic, Oxmo Puccino, Les X et Hifi entre autres mais aussi grâce à plusieurs featurings remarqués (Mafia Trece, Doc Gynéco, IAM, Oxmo Puccino).
C'est en 1999 qu'il crée le label Première Classe sur lequel sort une compilation de haut calibre qui propulsera l'artiste sur le devant de la scène avec le classique On Fait Les Choses accompagné de Neg' Marrons, Rohff et Mystik. Un 2e volume de Première Classe verra le jour et s'en suivra les signatures des groupes Tandem et L'Skadrille pour un bref passage.
Ce premier album alors sur le label Secteur Ä, un évènement pour l'époque. Produit par Masta & Tefa, Djimi Finger, Dj Ol' Tenzano (Less Du 9), Akhenaton (IAM), John Ross, DJ Mehdi, Iso & Révérand Jack, Yvan, Sulee B Wax et Matrix Atman.
Tout débute sur une intro rappelant les précédentes collaborations de Pit Baccardi qui lui ont permis d'aboutir à un long format, le voyage commence... Le titre J'perds pas la main en solo suivi du terrible Trafic d'influence dévoile une belle alchimie entre Djimi Finger et les qualités de MC de Baccardi, nous ramenant en quelque sorte à l'ambiance d'un certains Quelques gouttes suffisent d'Ärsenik. L'artiste touche par son interprétation et ses lyrics sur Carpe diem sur le thème de la mort, en passant par l'excellent J'ai vu et le single de l'époque Si loin te toi dédié à sa mère disparue (Perdre sa mère c'est pire, demande à Pit j'tassure, t'as pas saisi enlève la mer de la côte d'azur rappait Oxmo sur L'Enfant Seul). L'égotrip est aussi au rendez-vous avec les morceaux percutants que sont C'est plus fort que moi, Trop peu pour qui ça paie avec les Marseillais d'IAM, Profession MC et du  K'1frystyle accompagné de Kery James et Rohff de la Mafia K'1 Fry. C'est avec plaisir qu'on écoutera On lâchera pas l'affaire avec un Doc Gynéco dans les derniers moments de sa grande période, du magnifique La Rue sur un instrumental de Akhenaton qui se révèle être un des meilleurs de sa carrière et du dévastateur Si j'étais. Un album varié, qui vieillit comme le bon vin, plus les années passent, plus c'est à déguster.

## Titres
1. Intro
2. J'perds pas la main en solo
3. Trafic d'influence
4. Carpe Diem
5. On lâchera pas l'affaire (feat. Doc Gynéco)
6. J'ai vu
7. La Rue
8. Si loin de toi
9. C'est plus fort que moi (feat. Neg' Marrons)
10. Sexcitations
11. Trop peu pour qui ça paie (feat. IAM)
12. Profession MC
13. Le Titulaire
14. Si j'étais
15. K'1 Freestyle (feat. Rohff & Kery James)
16. Journée de dealer
17. Comme à l'ancienne (feat. Ärsenik)